# Jean-Michel Matz
Jean-Michel Matz (Strasburgo, 8 gennaio 1963 – Avrillé, 7 marzo 2020) è stato uno storico francese, professore di storia medievale all'Università di Angers, specializzato in storia religiosa.

## Professione

### Formazione
Jean-Michel Matz ha ottenuto l'agrégation d'Histoire nel 1986-1994 ed è diventato professore di storia e geografia nel 1987. Ha scritto una tesi in storia medievale sotto la direzione di André Vauchez a (Les miracles de l’évêque Université Paris X.‒Nanterre, che ha sostenuto il 15 dicembre 1993 (Jean Michel et le culte des saints dans le diocèse d'Angers (v. 1370-v. 1560) in tre volumi - il volume 3 contiene l'edizione critica delle Gesta et miracula reverendissimi Johannis Michaelis Andegavorum episcopi). Presso l'Università di Parigi X-Nanterre ha presentato la sua abilitazione alla ricerca, diretta nel 2003, dissertando un'edizione della vita di Veronica Negroni da Binasco: L'hagiographie en traduction, la vie en français de la Bienheureuse Veronica Negroni da Binasco († 1497), t. 1, Introduction historique, t. 2, Édition critique così come una raccolta di opere in due volumi intitolata Institution ecclésiale, culture et société entre Moyen Âge et première modernité autour du diocèse d’Angers (XIVe - début XVIe siècles).

### Insegnante e ricercatore
Dopo essere stato docente incaricato presso l'Université d’Angers durante la preparazione della sua tesi, è diventato docente di ruolo (1994) e poi professore (2004) di storia medievale. Tra il 2008 e il 2016, ha diretto il laboratorio CERHIO (Centre de Recherches Historiques de l'Ouest, comune alle Università di Angers, Le Mans, Lorient e Rennes II), poi riconfigurato in UMR 9016 TEMOS (Temps Mondes, Sociétés). Ha anche coordinato la collana dei Fasti Ecclesiae Gallicanae pubblicata da Brepols (Turnhout) a partire dal 2012 e ha presieduto il comitato direttivo dell'équipe dei Fasti dal 2012 al 2017, dedicato alla compilazione di un repertorio prosopografico dei vescovi, dignitari e canonici delle diocesi di Francia entro i suoi attuali confini, tra il 1200 e il 1500. È membro associato dell'UMR LEM-CERCOR dal 2017 e membro dell'Institut européen en sciences des religions (IESR, EPHE).

## La ricerca

### L'agiografia medievale
Jean-Michel Matz ha iniziato la sua carriera come specialista di agiografia tardo-medievale (XIII - inizio XVI secolo), del culto dei santi e d'antropologia del miracolo. Ha fatto numerosi lavori sulla storia religiosa degli ultimi secoli del Medioevo, la storia sociale e culturale dei vescovi e della santità episcopale (XV secolo - inizio XVI secolo) e gli ambienti canonici. Si concentra sulle istituzioni ecclesiastiche, l'economia ecclesiastica e il clero delle città episcopali della provincia di Tours (dal XII all'inizio del XVI secolo), in particolare i vescovi, i canonici dei capitoli della cattedrale, il clero parrocchiale e gli ordini mendicanti. Presta particolare attenzione alle biblioteche capitolari, alla storia del libro manoscritto e alle biblioteche ecclesiastiche basate su manoscritti conservati e inventari di biblioteche istituzionali e private tra l'XI e l'inizio del XVI secolo. Per formazione accademica si inserisce dapprima in una rete vicina ad André Vauchez, dal quale apprende la dimensione antropologica del discorso agiografico e la forza strutturante degli ordini mendicanti nelle società del tardo Medioevo. Le sue principali collaborazioni collettive riguardano la storia delle due case principesche di Anjou-Provence-Sicilia e i Fasti Ecclesiae Gallicanae.

### I Fasti ecclesiae Gallicanae
Sotto la guida di Hélène Millet, ha iniziato a collaborare con il gruppo di ricerca Fasti Ecclesiae Gallicanae prima della difesa della sua tesi nel 1993. Ha intrapreso il trattamento del futuro volume della diocesi di Angers, un progetto che è stato completato nel 2003. Divenne direttore della collezione presso le Edizioni Brepols e supervisore del corrispondente database fino alla sua morte.

### Gli studi angioini
Jean-Michel Matz è diventato anche uno specialista della storia comparata dei territori controllati dalle due case di Anjou-Provence-Sicilia. Il simposio di Angers del 3-6 giugno 1998 su "La nobiltà nei territori angioini alla fine del Medioevo" ha segnato una svolta nella sua carriera. È stato uno dei curatori di tale evento. Da allora in poi, fu coinvolto nel rinnovamento degli studi angioini su scala internazionale. Ha organizzato a sua volta il convegno angioino, su un tema a lui caro, "Formazione intellettuale e cultura del clero nei territori angioini", il 15-16 novembre 2002.

### Il progetto EUROPANGE
Ha naturalmente aderito al programma EUROPANGE, finanziato dall'Agence Nationale de la Recherche (ANR) e che si occupa dei "Processi di aggregazione politica. L'esempio dell'Europa angioina (XIII-XV secolo)", tra il 2014 e il 2018, insieme a una ventina di ricercatori di Francia, Italia, Ungheria e Canada. In collaborazione con colleghi informatici, ha collaborato alla creazione di un database prosopografico sugli ufficiali centrali e locali dei vari territori dell'Angiò (Prosopange, UMR LIRIS de l’INSA de Lyon) e ha assunto la responsabilità scientifica e il coordinamento delle ricerche su Angiò, Maine e Lorena. Ha partecipato alla maggior parte dei cinque convegni internazionali che hanno segnato tale progetto (Bergamo 2013, Napoli-Capua 2014, Angers 2015, Saint-Étienne 2016, Roma 2017) e ha organizzato e poi pubblicato quello di Angers nel novembre 2015. Il suo lavoro su "L'Anjou des princes", scritto di concerto con Noël-Yves Tonnerre, è stato premiato dall'Académie des inscriptions et belles-lettres nel 2018. Il suo ultimo grande lavoro scientifico è l'edizione del  Journal de Jean Le Fèvre, le chancelier du roi et de la reine de Sicile con Michel Hébert.

## Le collaborazioni internazionali
Le numerose collaborazioni scientifiche di Jean-Michel lo hanno portato soprattutto a intrattenere rapporti con Italia e Ungheria, con cui la sua università ha stabilito legami duraturi, in particolare con le università di Pécs e Salerno. Mantiene anche strette relazioni scientifiche con le università di Università di Aix-Marseille e Università della Lorena, scandite dai "convegni angioini" di cui è uno dei più entusiasti promotori. Rimane anche un riferimento per tutti i ricercatori e curatori che lavorano sulla Francia occidentale nel Medioevo. In Anjou e Maine soprattutto, ha stabilito i contatti più stretti con i colleghi del patrimonio, dell'archeologia, delle biblioteche e degli archivi. Dal 2017, è stato coinvolto nello strutturare la domanda per l'iscrizione dell'Arazzo dell'Apocalisse nel registro Memoria del mondo. Le mostre a cui ha partecipato come curatore, così come le sue numerose conferenze, attestano la cura che ha nella diffusione della conoscenza e in questo tipo di scambio.

## Associazioni culturali
Jean-Michel Matz è stato anche coinvolto da diverse associazioni culturali. È uno dei pilastri dell'associazione "Mémoire des princes angevins", fondata nel 1999 e che cura l'omonima rivista annuale, diventata una pubblicazione online nel 2017. È membro del consiglio di amministrazione dell'Associazione degli Amici degli Archivi d'Angiò (Les 4A). Quando i Fasti Ecclesiae Gallicanae sono diventati un'associazione nel 2019, è entrato nel suo consiglio come vicepresidente. È membro della Société d'histoire religieuse de la France, che pubblica la Revue d'Histoire de l'Eglise de France.

## Pubblicazioni
Le opere di Jean-Michel Matz sono elencate in:
- Jean-Michel Matz tudományos munkássága: https://fasti.huma-num.fr/fr/bibliographie-jean-michel-matz [archive]
- Archives ouvertes en sciences de l'homme et de la société : https://halshs.archives-ouvertes.fr/search/index/q/*/authFullName_s/Jean-Michel+Matz [archive]
- Regesta Imperii : http://opac.regesta-imperii.de/lang_en/autoren.php?name=Matz%2C+Jean-Michel [archive]
- IdRef : https://www.idref.fr/057785686 [archive]